# Jean-Marie Patte
Jean-Marie Patte (9 giugno 1941) è un attore, drammaturgo e regista teatrale francese.

## Filmografia

### Attore
- La presa del potere da parte di Luigi XIV (La prise de pouvoir par Louis XIV), regia di Roberto Rossellini (1966)
- Freja delle sette isole (Freya des sept îles), regia di Jean-Pierre Gallo (1972)
- Moi, Pierre Rivière, ayant égorgé ma mère, ma soeur et mon frère..., regia di René Allio (1976)